# Кемпо (район)
Ке́мпо (індонез. Kempo) — один з 8 районів округу Домпу провінції Західна Південно-Східна Нуса у складі Індонезії. Розташований у центральній частині. Адміністративний центр — село Кемпо.
Населення — 18576 осіб (2012; 18185 в 2010).

## Адміністративний поділ
До складу району входять 7 сіл:
| Населений пункт   | Населення, осіб (2010) |
| ----------------- | ---------------------- |
| Доро-Кобо, село   | 1297                   |
| Кемпо, село       | 4425                   |
| Конте, село       | 990                    |
| Со-Нггаджах, село | 513                    |
| Соро, село        | 5289                   |
| Та'а, село        | 3705                   |
| Толо-Кало, село   | 1969                   |